# Dietrichsteinský palác (Nové Město)

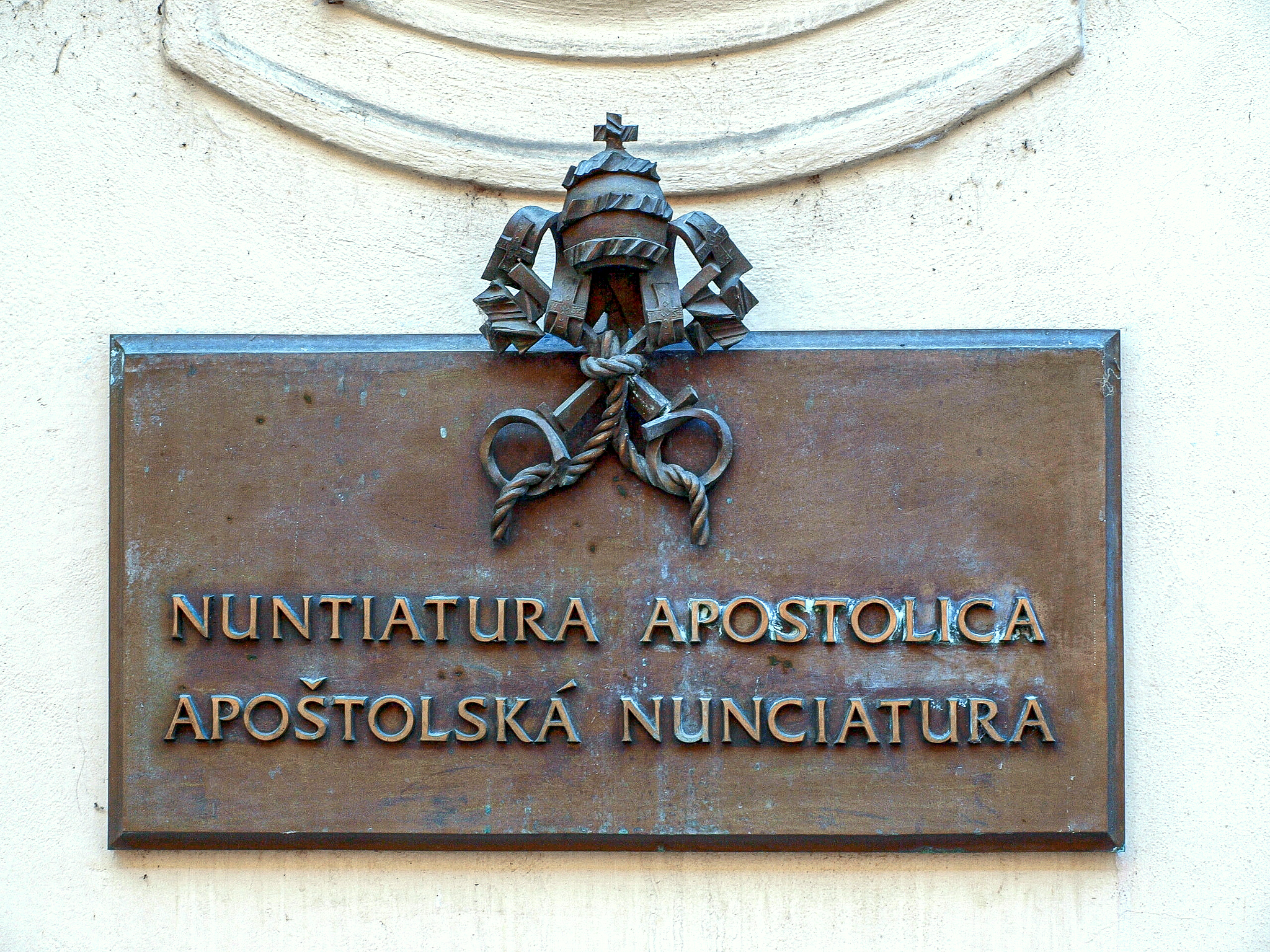
Dietrichsteinský palác

Dietrichsteinský palác, zvaný též Valterův (Walterův), je novobarokní palác, v němž sídlí apoštolská nunciatura Svatého stolce. Nachází se v ulici Voršilská č. 140/12 na Novém Městě v Praze 1. Je chráněn jako kulturní památka.

## Dějiny paláce
Původně středověký dům byl postupně rozšiřován a dalšími přístavbami zvětšován. Byl mj. v majetku Haugviců z Biskupic či Ditrichštejnů. 
V roce 1846 zde byla založena pražská Měšťanská beseda za účasti Josefa Jungmanna, Pavla Josefa Šafaříka, Františka Palackého, Jana Svatopluka Presla a dalších.
Později se majitelem objektu stal cukrovarnický podnikatel Matěj Valtera (1844–1936), za něhož podle plánu architekta Bedřicha Ohmanna vznikl přestavbou novobarokní palác. Ten byl dokončen v roce 1891. Na štukové a sochařské výzdobě, která napodobuje vídeňské paláce z 1. poloviny 18. století (např. portál s polovičními postavami gigantů), se podíleli Celda Klouček a Jan Kastner.
V roce 1928 od Valtery palác koupila a od roku 1929 v něm sídlí Apoštolská nunciatura, sídlo diplomatické mise Svatého Stolce v České republice. Od roku 2018 je papežským nunciem Jeho Excelence Monsignor Charles Daniel Balvo.
Sídlo papežské nunciatury se předtím v letech 1919–1929 nacházelo v Arcibiskupském paláci na Hradčanech v budově pražského arcibiskupství.

## Galerie

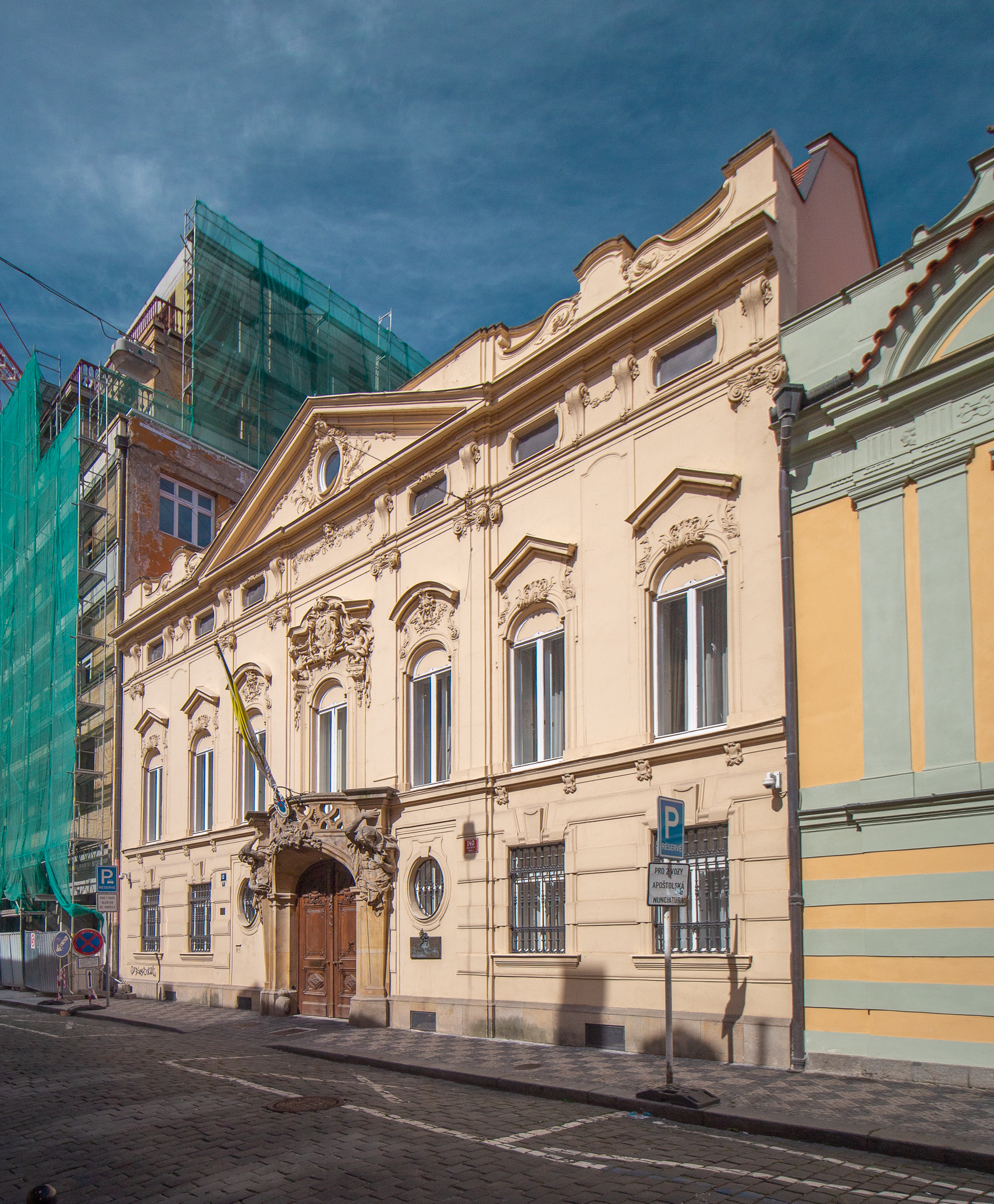
Celkový pohled na budovu
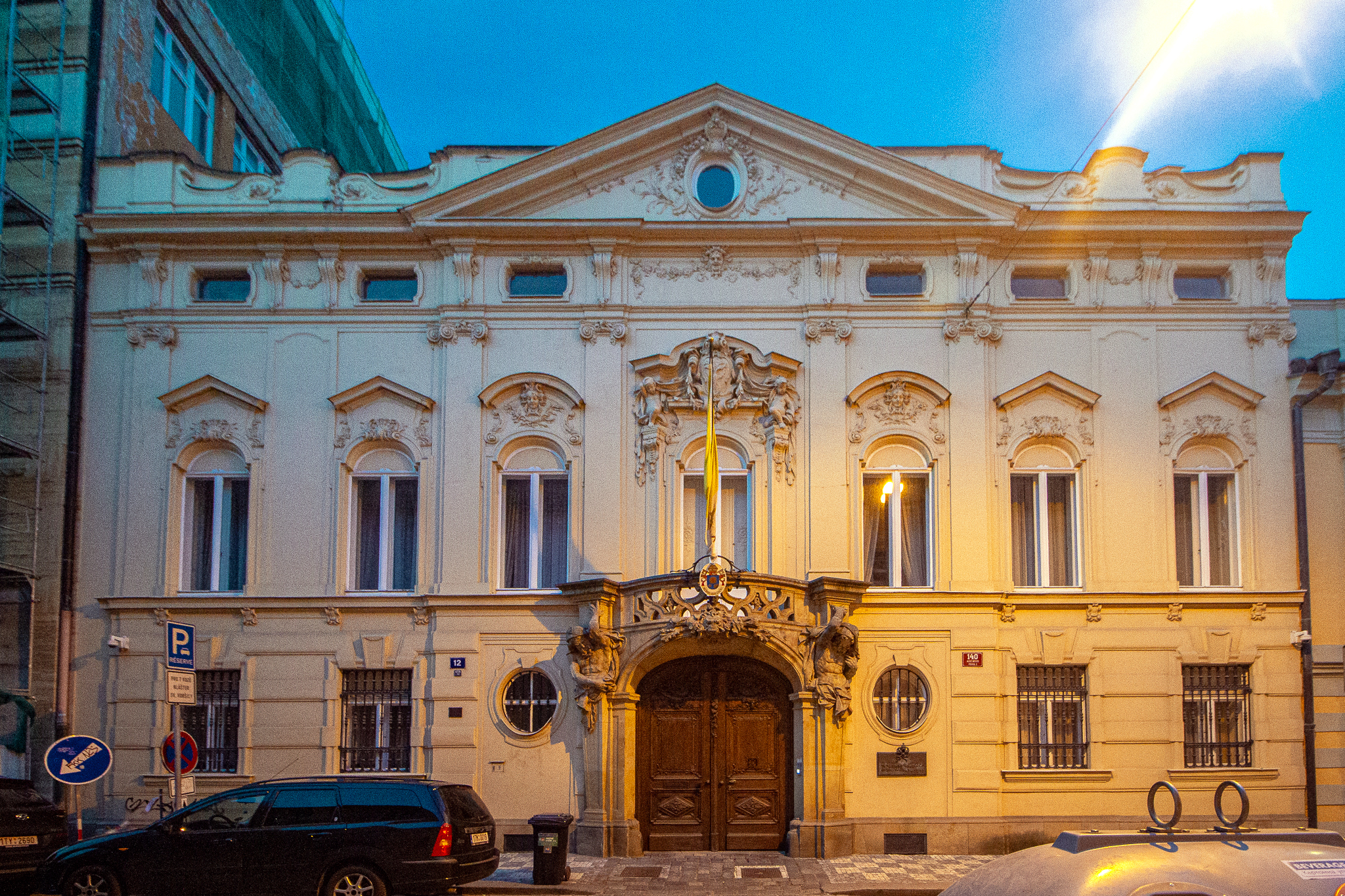
Večerní průčelí paláce
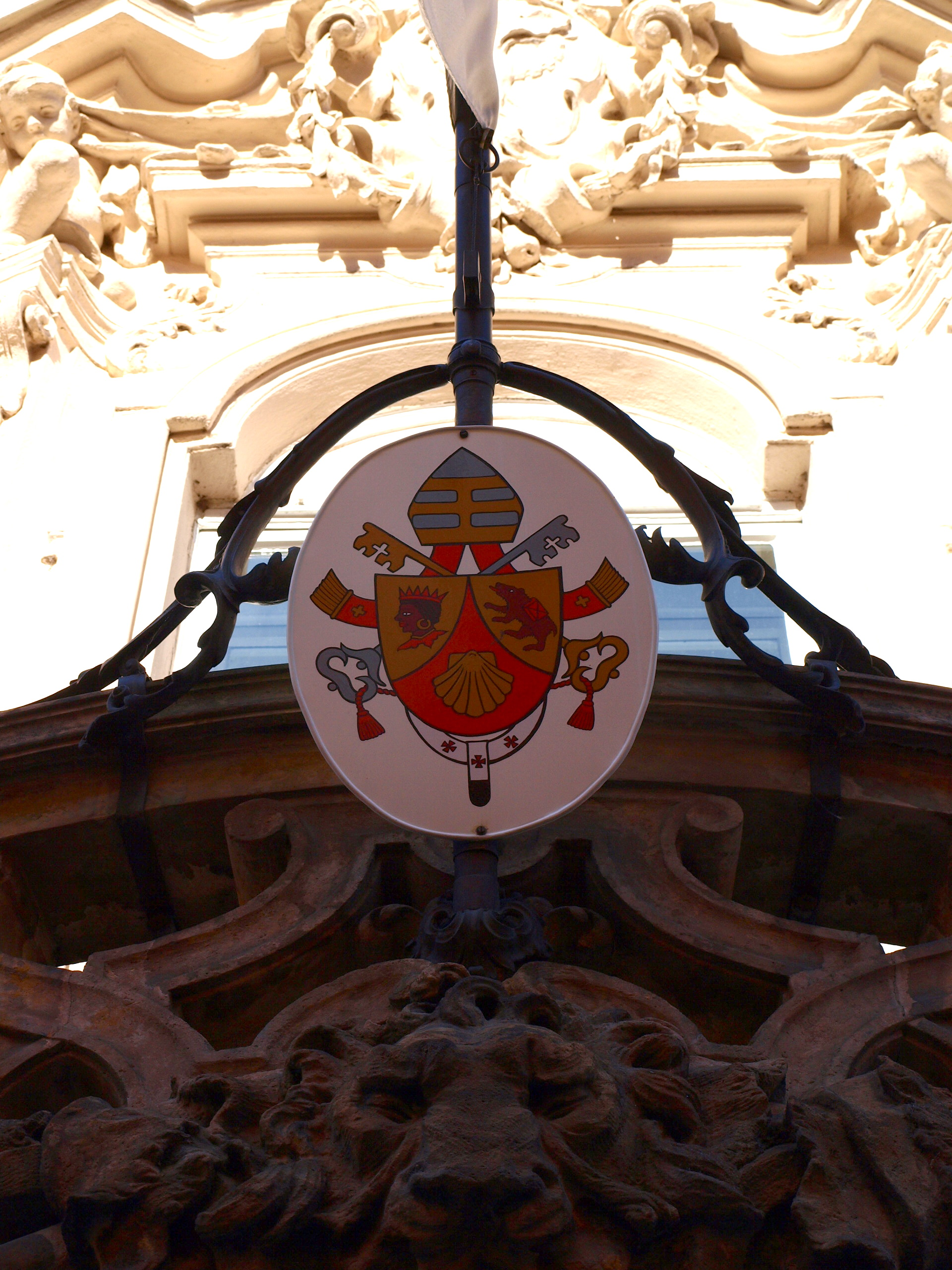
Znak nad vchodem
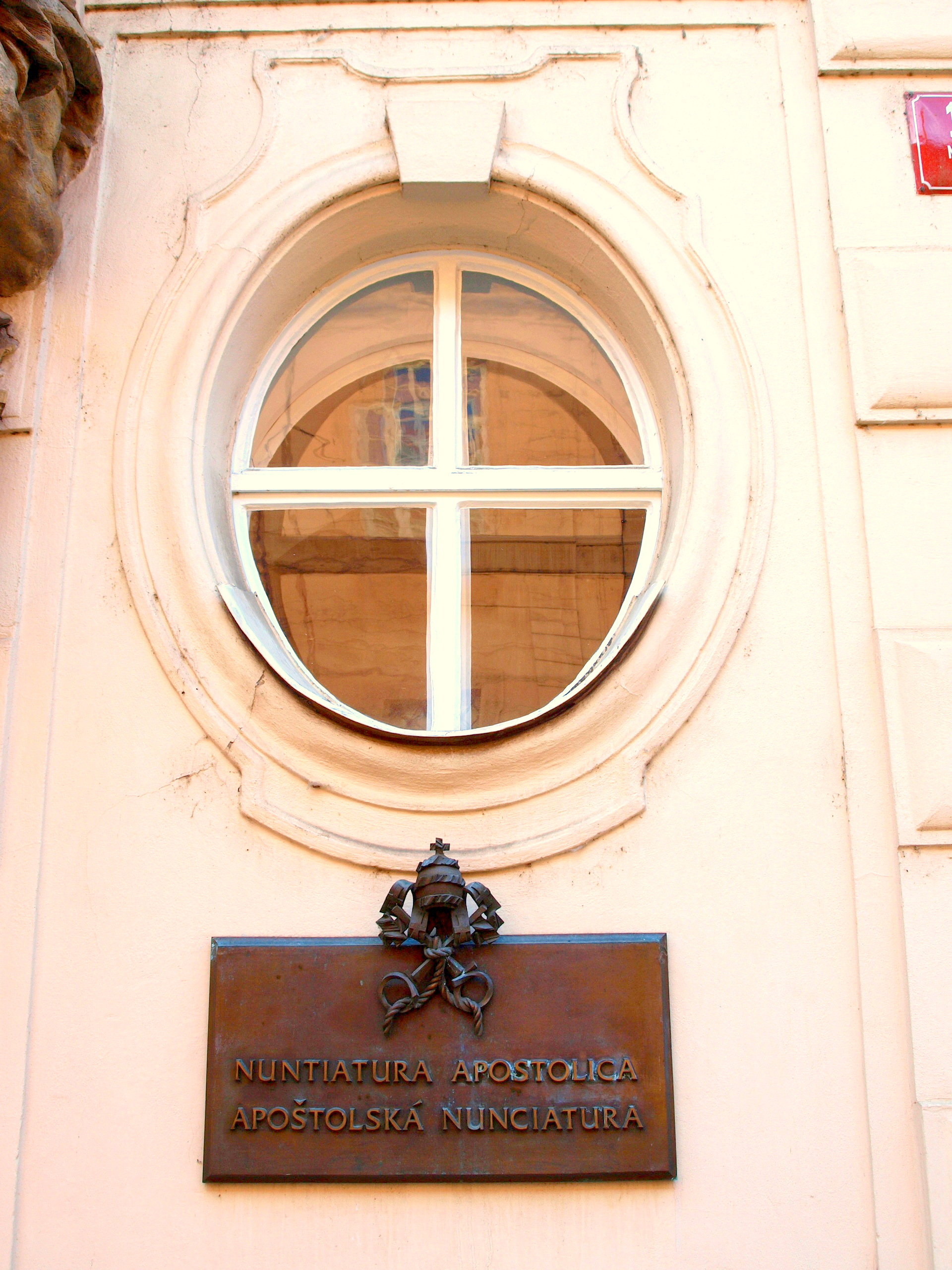
Okno paláce